# Douglas DC-9
Dimensions
Le Douglas DC-9 est un avion de ligne court-moyen-courrier à fuselage étroit conçu et développé par la Douglas Aircraft Company dans les années 1960. Produit à partir de 1965 par Douglas devenu McDonnell Douglas après sa fusion avec la McDonnell Aircraft Corporation, il est commandé à plus de 900 exemplaires dont les derniers sont livrés au début des années 1980. Le DC-9 sert de base pour le développement des MD-80 et MD-90, puis du MD-95 qui deviendra le Boeing 717 après le rachat de McDonnell Douglas par Boeing.

## Historique
La compagnie Douglas, après avoir renoncé à fabriquer sous licence la Caravelle aux États-Unis, lance l'étude du DC-9 en avril 1963, afin de créer une famille d'avions autour du  DC-8 et aussi pour concurrencer le Boeing 727. Comparé à ce concurrent direct qui doit beaucoup d'éléments au 707, le DC-9 est un avion entièrement nouveau (mais largement inspiré de la Caravelle et du BAC 1-11). Tirant les leçons du DC-8, Douglas conçut dès l’origine le DC-9 avec trois longueurs de fuselage différentes.
Le développement commence en avril 1963 et la construction des prototypes débute en juillet 1963. Le 25 février 1965 a lieu le tout premier vol de l'appareil, à Long Beach, ce dernier étant assuré par les pilotes George Jansen et Paul Patten. L'ingénieur George Walker étant également du voyage. Le DC-9 reçoit sa certification FAA en octobre 1965.
Il est motorisé par deux Pratt & Whitney JT8D et dispose d'un empennage en T. Il entre en service avec Delta Airlines en décembre 1965. La version initiale -10 est suivie par de nombreuses versions dont la dernière est la -50.
Le DC-9-10/20 fut développé très rapidement mais fut très vite remplacé par la série -30 offrant une capacité de passagers plus grande et une réduction des coûts passager/kilomètre. Cette version étant la plus construite avec 662 exemplaires.
Le DC-9-50 fit son premier vol le 17 décembre 1974, en commémorant le DC-3 qui vola jour pour jour 39 ans plus tôt.
Après cette version, le MD-80 prend la suite (il a été conçu en tant que DC-9-80). Ensuite la version MD-90 est développée en 1990. La dernière version aurait dû être le MD-95 mais est rebaptisée Boeing 717 par Boeing, après la fusion McDonnell Douglas et Boeing en 1997 et avant la mise en service du premier MD-95. Le 23 mai 2006 voit les deux dernières livraisons du Boeing 717, après plus de 41 ans de production.
La fiabilité de cet appareil permet de vendre le DC-9/MD-80/717 jusqu'au début des années 2000. Quelque 2 400 exemplaires sont construits, ce qui permet à la famille DC-9/MD-80/717 d'être à la troisième place du plus grand nombre d'avions civils construits, l'Airbus A320 détenant la deuxième place avec plus de 6 000 exemplaires depuis 1987, pas loin derrière le Boeing 737 qui compte plus de 7 000 exemplaires vendus depuis 1967 et qui détient la première place.
Le DC-9 est également un des premiers avions civils à être construit dans le cadre d'une coopération industrielle internationale. Le Canada et l'Italie fabriquèrent certains éléments du DC-9, le montage final s'effectuant dans l'usine de Long Beach, Californie de Douglas.

## Versions
|                           | -10                      | -20                      | -30                              | -40                                          | -50                               |
| ------------------------- | ------------------------ | ------------------------ | -------------------------------- | -------------------------------------------- | --------------------------------- |
| Passagers (classe unique) | 80                       | 80                       | 105                              | 125                                          | 139                               |
| Masse maximale            | 41 140 kg                | N/A kg                   | 54 885 kg                        | 54 885 kg                                    | 54 885 kg                         |
| Distance franchissable    | 1 055 km                 | N/A km                   | 3 095 km                         | 2 880 km                                     | 3 325 km                          |
| Vitesse de croisière      | 883 km/h                 | N/A km/h                 | 798 km/h                         | 898 km/h                                     | 926 km/h                          |
| Longueur                  | 31,80 m                  | 31,80 m                  | 36,30 m                          | 38,30 m                                      | 40,70 m                           |
| Envergure                 | 27,30 m                  | 28,30 m                  | 28,30 m                          | 28,30 m                                      | 28,30 m                           |
| Hauteur                   | 8,38 m                   | 8,38 m                   | 8,38 m                           | 8,53 m                                       | 8,53 m                            |
| Moteurs                   | 2 Pratt & Whitney JT8D-5 | 2 Pratt & Whitney JT8D-5 | 2 Pratt & Whitney JT8D-9s ou 11s | 2 Pratt & Whitney JT8D-9 ou 11 ou 15s ou 17s | 2 Pratt & Whitney JT8D-15s ou 17s |

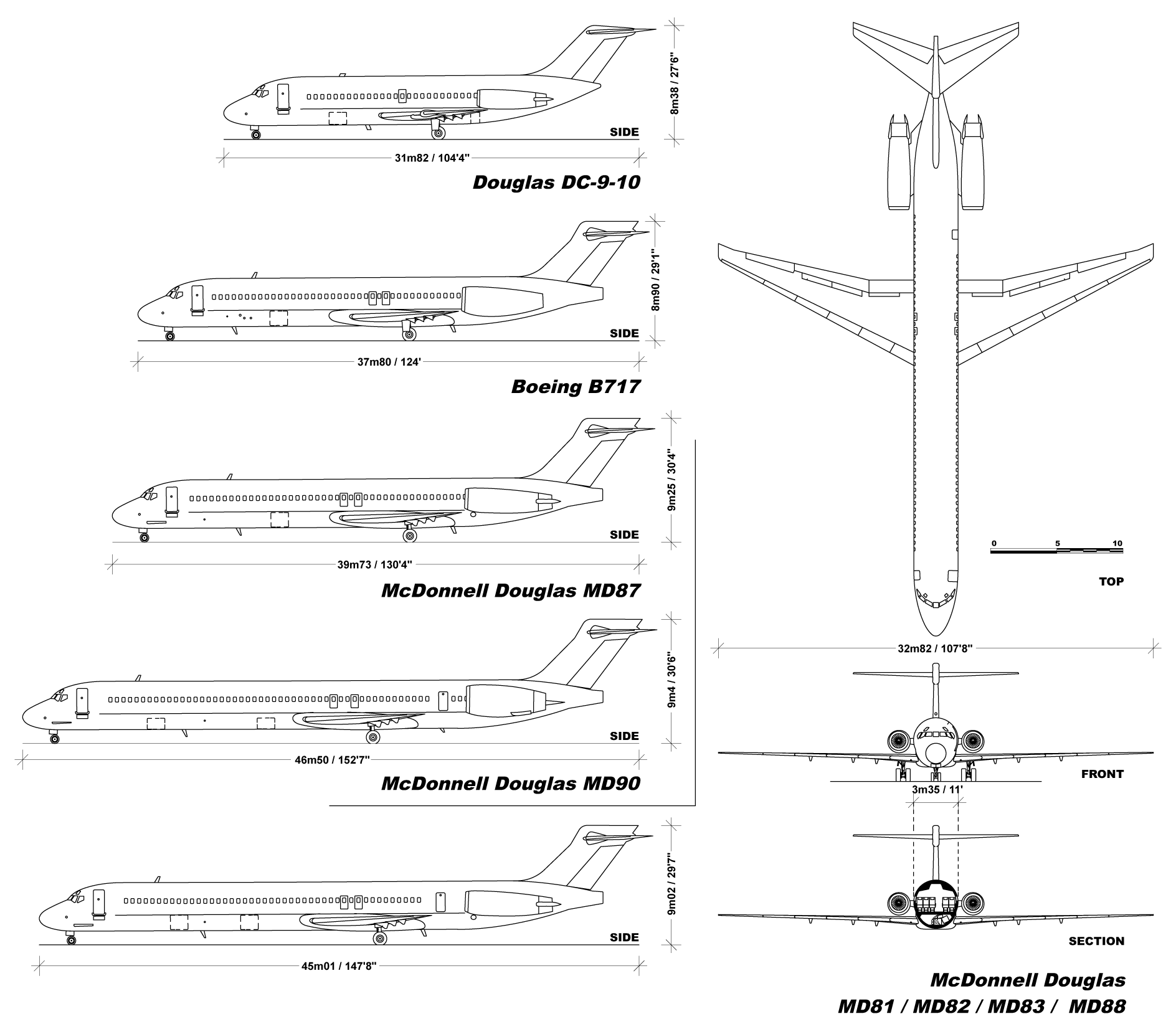
Comparaison du McDonnell Douglas DC-9 avec les versions suivantes, MD-80 et Boeing 717.

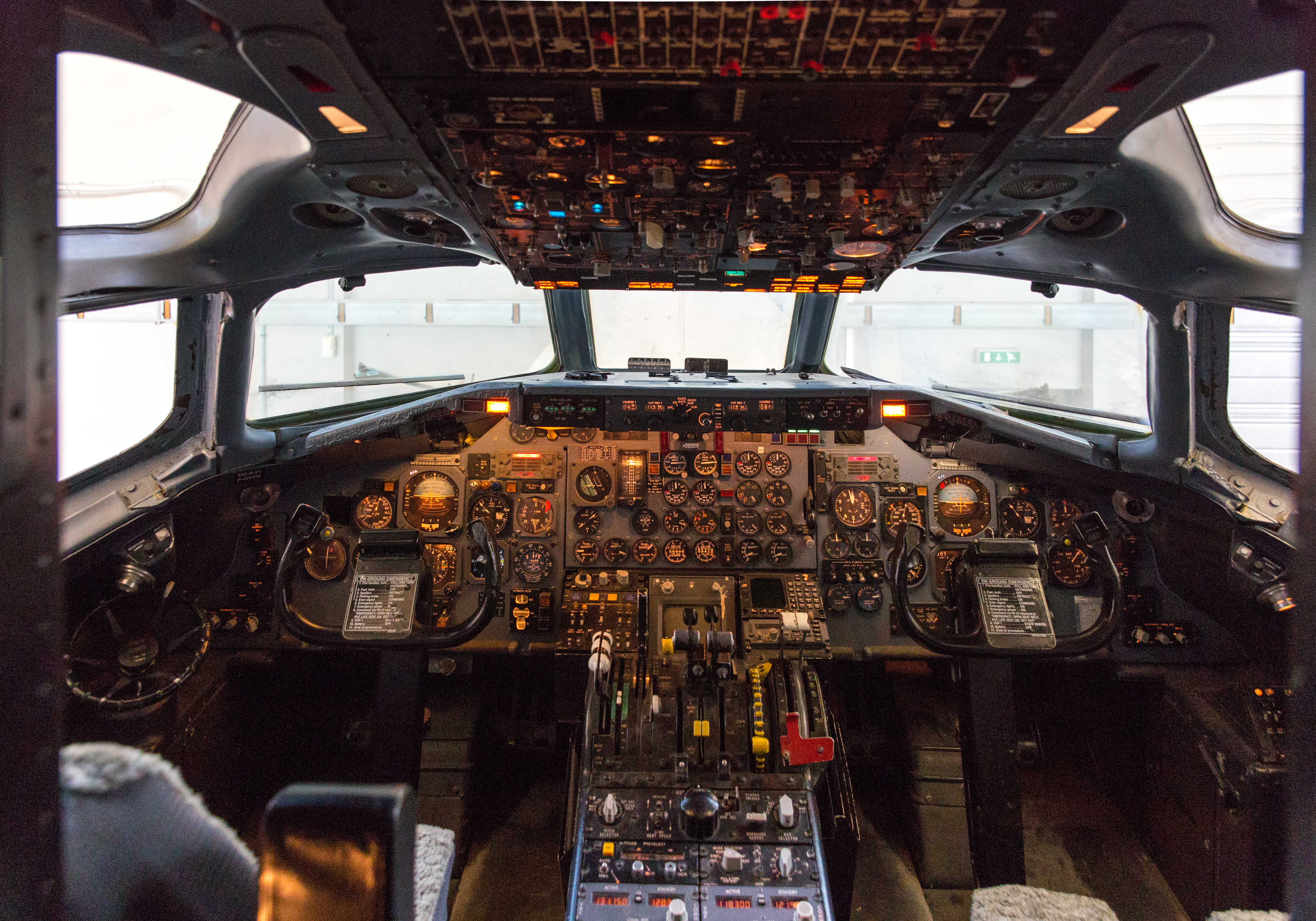
Cockpit d'un DC-9-15.

Un total de 976 exemplaires de toutes les séries sont construits avant l'apparition du MD-80. Douglas produit également le DC-9-15, qui n'est qu'un DC-9-10 avec une augmentation de capacité en carburant (moins de vingt exemplaires) et une version DC-9-30CF tout cargo.
Éléments communs à tous les modèles, toutes ces versions disposent d’un escalier d'embarquement intégré (comme la Caravelle) pour une utilisation sur des aéroports où des passerelles ne seraient pas disponibles. La garde au sol, basse, met les soutes du pont inférieur à la hauteur d’homme pour permettre le chargement et le déchargement sans convoyeur ou sans plate-forme de chargement. Le cockpit est conçu pour un équipage de deux personnes.

## Version militaire

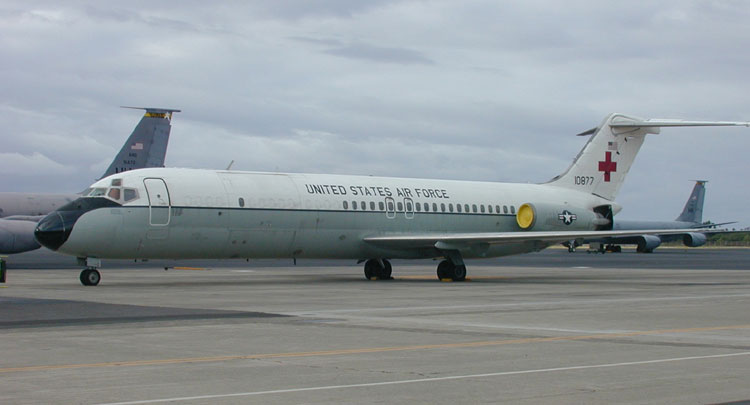
C-9 Nightingale.

En août 1965, l'USAF choisit la version DC-9-30 pour devenir l'avion de transport médical.
- C-9 : le C-9 est une version aménagée avec des portes cargos.
- C-9A Nightingale : DC-9-30 spécialement aménagé en appareil sanitaire par l'US Air Force. Il a une capacité de 40 civières plus un compartiment de soins d'urgences. Il est équipé aussi d'une rampe hydraulique en interne afin de charger les civières. 21 exemplaires sont construits. Le C-9A entre en service en 1968 et est retiré du service en 2004. Trois exemplaires sont convertis en C-9CS pour transport de VIP[9].

Ces appareils furent affectés au 375th Aeromedical Airlift Wing, implanté à Scott AFB Illinois. Les C-9A étaient souvent déployés en Europe et dans le Pacifique. Deux de ces avions ramenèrent en 1981, le personnel américain de l’ambassade américaine pris en otage en Iran en 1979.
- C-9B Skytrain II : utilisé par l'United States Navy et par l'United States Marine Corps pour le transport de fret et de personnel. Quinze exemplaires sont construits[9]
- VC-9 : version de transport VIP utilise par l'USAF.

## Commandes et livraisons
| Année      | 1963 | 1964 | 1965 | 1966 | 1967 | 1968 | 1969 | 1970 | 1971 | 1972 |
| ---------- | ---- | ---- | ---- | ---- | ---- | ---- | ---- | ---- | ---- | ---- |
| Commandes  | 23   | 33   | 209  | 159  | 66   | 88   | 44   | 34   | 24   | 28   |
| Livraisons | -    | -    | 5    | 69   | 153  | 202  | 122  | 41   | 56   | 32   |

| Année      | 1973 | 1974 | 1975 | 1976 | 1977 | 1978 | 1979 | 1980 | 1981 | 1982 | Total |
| ---------- | ---- | ---- | ---- | ---- | ---- | ---- | ---- | ---- | ---- | ---- | ----- |
| Commandes  | 73   | 41   | 21   | 35   | 22   | 41   | 27   | 6    | 2    | -    | 976   |
| Livraisons | 29   | 48   | 42   | 50   | 22   | 22   | 39   | 18   | 16   | 10   | 976   |

Données de Boeing, mai 2020,.

## Accidents et incidents
- Le 6 juin 1971, le vol 706 Hughes Airwest et un F-4 Phantom II de l'US Marine Corps entrent en collision au-dessus des monts San Gabriel en Californie (États-Unis). Le DC-9 de la compagnie Hughes Airwest (en) assurait la liaison entre l'aéroport international de Los Angeles et l'aéroport international de Seattle-Tacoma. Sur les 44 passagers et 5 membres d'équipage, on ne compte aucun survivant dans l'avion de ligne. Seul le copilote du F-4 Phantom II réussit à s'éjecter peu après la collision[12].
- La collision aérienne de Nantes du 5 mars 1973 se produisit lorsqu'un DC-9 de la compagnie aérienne Iberia (vol 504) venant de Palma de Majorque (Espagne) à destination de Londres (Royaume-Uni) et un Convair 990 Coronado de la compagnie Spantax (vol 400), en provenance de Madrid et également à destination de Londres, se percutèrent en plein vol près de Nantes en France[13].
- Le 27 juin 1980, le vol 870 Itavia, un Douglas DC-9-15 s'abîme en mer Tyrrhénienne. Catastrophe connue comme tragédie d'Ustica, probable affaire d'État[14].
- Le 1er décembre 1981, le DC-9 assurant le vol charter non régulier Inex-Adria Aviopromet 1308 de Ljubljana (ex Yougoslavie) à destination d'Ajaccio s'écrase sur le mont San Pietro, à Petreto-Bicchisano, en Corse, tuant 180 passagers dû à une erreur d'approche[15].
- Le 2 juin 1983, le vol 797 d'Air Canada se pose d'urgence à Cincinnati en raison d'un incendie dans les toilettes. Après une minute et demi, l'avion s'embrase complètement tuant des passagers qui n'avaient pas eu le temps d'évacuer[16].
- Le 31 août 1986, un DC-9 du vol Aeroméxico 498 entre en collision avec un monomoteur Piper PA-28 au-dessus de Cerritos, dans la banlieue de Los Angeles (Californie), où les deux avions se sont écrasés, faisant 82 morts : 64 personnes à bord du DC-9, trois dans le Piper et quinze au sol[17],[18].
- Le 11 mai 1996, un DC-9 (Vol 592 de la compagnie ValuJet) s'écrase dans les Everglades à la suite d'un feu provoqué par des générateurs d'oxygène périmés mal désactivés[19].

Quelques accidents de MD-80, de fait le même appareil, ne sont pas répertoriés ci-dessus.